# Caribe thuộc Hà Lan
Caribê thuộc Hà Lan (tiếng Hà Lan: Caribisch Nederland, tiếng Papiamento: Hulanda Karibe) là tên gọi chung cho ba hòn đảo tự trị thuộc Hà Lan tại khu vực biển Caribe ở châu Mỹ là Bonaire, Sint Eustatius và Saba. Những đảo này còn được gọi là quần đảo BES. BES là từ viết tắt dùng để chỉ các chữ cái đầu tên trong tên của các hòn đảo. Từ 10 tháng 10 năm 2010, các hòn đảo này trở thành một bộ phận thuộc Hà Lan. Trước đó, các đảo là một bộ phận của Antille thuộc Hà Lan, nguyên là một quốc gia cấu thành của Vương quốc Hà Lan.
Bonaire (bao gồm cả đảo nhỏ Klein Bonaire) nằm về phía đông của Aruba và Curaçao, gần bờ biển Venezuela. Sint Eustatius và Saba nằm phía nam của Sint Maarten và phía tây bắc của Saint Kitts và Nevis. Ba hòn đảo có tình trạng chính trị như hiện tại sau khi Antille thuộc Hà Lan giải thể vào ngày 10 tháng 10 năm 2010. Tổng dân sốlà 18.000 người dân và diện tích là 328 km ² (127 sq mi) tương ứng với khoảng 1/1000 dân số và 1/100 diện tích của phần đất Hà Lan ở Châu Âu. Múi giờ là UTC -4; mã quốc gia là 599,  dùng chung với Curaçao và Sint Maarten. Điểm cao nhất là Núi Scenery cao 877 mét (2.877 ft) tại Saba, đây cũng là điểm cao nhất Vương quốc Hà Lan. Các đảo có khí hậu nhiệt đới quanh năm.
Cho đến 1/11/2011, 3 hòn đảo sử dụng đồng guilder Antille thuộc Hà Lan và sau đó cả ba chuyển sang dùng đô la Mỹ, trong khi phần Hà Lan ở châu Âu sử dụng đồng Euro còn hai hòn đảo khác vốn cũng thuộc Antille thuộc Hà Lan là Curaçao và Sint Maarten sử dụng đồng guilder Caribe.